# Président de la république de Maurice
Le président de la république de Maurice (en anglais : President of the Republic of Mauritius) est le chef de l'État de Maurice depuis l'instauration de la république le 12 mars 1992. Élu au scrutin indirect par les membres de l'Assemblée nationale, le président mauricien occupe une fonction honorifique sans réel pouvoirs dans le cadre d'un régime parlementaire

## Mode de scrutin
Le président de la République est élu pour cinq ans par les membres de l'Assemblée nationale, sans limitation du nombre de mandat. Le candidat proposé sur une motion du Premier ministre fait l'objet d'un vote à la majorité absolue qui ne peut être précédé d'un débat. La majorité est calculée sur le total des membres de l'Assemblée, et non seulement de ceux présents. Les candidats doivent être âgés d'au moins quarante ans et avoir résidé à Maurice au cours des cinq années précédant l'élection.